# Borgerlig tunga
Borgerlig tunga kallades en skatt som städernas borgare var ålagda att betala från sen medeltid till mitten av 1800-talet. Skatten betalades direkt till stadskassan. Skattens storlek var inte relaterad till inkomst utan bestämdes utifrån förmögenhet mätt som storleken på den tomt man ägde i staden.
I praktiken fanns det många undantag. Under 1600-talet var det vanligt att vid stadsgrundande locka hantverkare med flera att bosätta sig i staden genom att befria vederbörande från borgerlig tunga under ett antal år. I universitetsstäder som Lund och Uppsala var universitetsanställda helt befriade från borgerlig tunga. Detta medförde att städerna gick miste om stora skatteinkomster. För att kompensera för bortfallet lades ökad skattebörda på övriga borgare i staden. Detta gav ofta upphov till spänningar mellan universitet och borgare. 
I och med ståndsriksdagens avskaffande 1865 upphörde systemet med borgerlig tunga.